# Thập niên 1980
- Hệ thống Tàu con thoi, Columbia đầu tiên cất cánh vào năm 1981
- Tổng thống Hoa Kỳ Ronald Reagan và lãnh tụ Xô Viết Mikhail Gorbachev ký kết hiệp định Belovezha dẫn đến Chiến tranh Lạnh kết thúc
- Bức tường Berlin sụp đổ vào năm 1989 được coi là một trong những sự kiện quan trọng nhất của cuối thế kỷ 20
- Máy tính cá nhân IBM chính thức phát hành vào năm 1981
- Buổi hòa nhạc Live Aid được tổ chức vào năm 1985 nhằm gây quỹ cứu trợ cho nạn đói ở Ethiopia
- Nhà máy điện Chernobyl phát nổ vào năm 1986 và vào năm 1984, hàng ngàn người thiệt mạng ở Bhopal sau khi một vụ rò rỉ khí gas từ một nhà máy thuốc trừ sâu
- Chiến tranh Iran-Iraq nổ ra dẫn đến hơn một triệu người chết trong khi cuộc chiến giữa Liên Xô và Afghanistan khiến hơn 2 triệu người thiệt mạng

Thập niên 1980 hay thập kỷ 1980 chỉ đến những năm từ 1980 đến 1989, kể cả hai năm đó. Không chính thức, nó cũng có thể bao gồm vài năm vào cuối thập niên trước hay vào đầu thập niên sau.